# Благоевградско
 Тази статия е за историко-географската област.  За административната област вижте Благоевград (област).  За общината вижте Благоевград (община).
Благоевградско, в миналото Горноджумайско, е историко-географска област в Югозападна България, около град Благоевград.
Територията ѝ съвпада приблизително с някогашната Горноджумайска околия – днешната община Благоевград и почти цялата община Симитли (без селата Мечкул и Сенокос от Санданско). Разположена е в долината на Струма около Благоевградската котловина и по ограждащите я планини. Граничи с Кюстендилско и Дупнишко на север, Разложко на изток, Санданско на юг и Беровско и Кочанско на запад.